# 32208 Джонперсі
32208 Джонперсі (32208 Johnpercy) — астероїд головного поясу, відкритий 28 липня 2000 року.
Тіссеранів параметр щодо Юпітера — 3,350.